# Gwyneth Jones (scrittrice)
Gwyneth Jones (Manchester, 14 febbraio 1952) è una scrittrice inglese di fantascienza e, sotto il nome di Ann Halam, di libri per ragazzi.

## Biografia
Jones è nata a Manchester, Inghilterra. Formatasi in una scuola gestita da suore, ha poi conseguito una laurea breve in storia delle idee all'Università del Sussex. Scrive dal 1980 anche sotto lo pseudonimo di Ann Halam e come tale ha pubblicato ad oggi oltre venti romanzi. Nel 1984 è uscito, col suo vero nome, Divine Endurance, un romanzo di fantascienza per adulti. Continua a pubblicare sotto i due nomi per i rispettivi pubblici.
Le sue opere sono principalmente di fantascienza e di high fantasy, dai forti toni femministi e di genere.
Ha vinto numerosi premi, tra cui due World Fantasy Awards, il BSFA award per la categoria racconti, Il Children of the Night Award della Dracula Society, il Premio Arthur C. Clarke, il Premio Philip K. Dick ed, ex—aequo, il Premio James Tiptree Jr..
Dalla critica viene guardata con favore e, a causa del suo orientamento femminista, spesso accostata a Ursula K. Le Guin, sebbene se ne distingua molto sia per stile che per contenuti.
Vive a Brighton con il marito e il figlio.

## Opere

### Romanzi
- Water in the Air, Londra: Macmillan, 1977, ISBN 0-333-22757-3 (come Gwyneth A Jones)
- The Influence of Ironwood, Londra: Macmillan, 1978, ISBN 0-333-23838-9 (come Gwyneth A Jones)
- The Exchange, Londra: Macmillan, 1979, ISBN 0-333-26896-2 (come Gwyneth A Jones)
- Dear Hill, Londra: Macmillan, 1980, ISBN 0-333-30106-4 (come Gwyneth A Jones)
- Divine Endurance, Londra: George Allen & Unwin, 1984, ISBN 0-04-823246-7.
- Escape Plans, Londra: Allen & Unwin, 1986, ISBN 0-04-823263-7, candidato al Premio Arthur C. Clarke, 1987[1]
- Kairos, Londra: Unwin Hyman, 1988, ISBN 0-04-440163-9, candidato al Premio Arthur C. Clarke, 1989[2]
- The Hidden Ones, Londra: The Women's Press, 1988 (paper), ISBN 0-7043-4910-8.
- Flower Dust, London: Headline, 1993, ISBN 0-7472-0846-8.
- White Queen, Londra: Gollancz, 1991, ISBN 0-575-04629-5, Libro 1 della Trilogia Aleutiana; candidato al Premio Arthur C. Clarke, 1992[3]
- North Wind, Londra: Gollancz, 1994, ISBN 0-575-05449-2, Libro 2 della Trilogia Aleutiana; candidato al Premio BSFA, 1994[4]; candidato al Premio Arthur C. Clarke, 1995[5]
- Phoenix Cafe, Londra: Gollancz, 1997, ISBN 0-575-06068-9, Libro 3 della Trilogia Aleutiana
- Bold As Love, Londra: Gollancz, 2001, ISBN 0-575-07030-7, Libro 1 del ciclo Bold As Love; Premio Arthur C. Clarke, 2002[6]; candidato al Premio BSFA, 2001[7]; candidato al Premio British Fantasy Award, 2002[6]
- Castles Made of Sand, Londra: Gollancz, 2002, ISBN 0-575-07032-3,  Libro 2 del ciclo Bold As Love; candidato al Premio BSFA, 2002[6]
- Midnight Lamp, Londra: Gollancz, 2003, ISBN 0-575-07470-1, Libro 3 del ciclo Bold As Love; candidato al Premio BSFA, 2003[8]; candidato al Premio Arthur C. Clarke, 2004[9]
- Band of Gypsys, Londra: Gollancz, 2005, ISBN 0-575-07043-9. Libro 4 del ciclo Bold as Love; Premio Philip K. Dick, 2004[9]
- Rainbow Bridge, Londra: Gollancz, 2006, ISBN 0-575-07715-8, Libro 5 del ciclo Bold As Love
- Life, Seattle, WA: Aqueduct Press, 2004, ISBN 0-9746559-2-9
- Spirit: or The Princess of Bois Dormant[10], Londra: Gollancz, 2008, ISBN 978-0-575-07473-6

### Antologie di narrativa
- Identifying the Object. Austin, TX: Swan Press, 1993. No ISBN
- Seven Tales and a Fable. Cambridge, MA: Edgewood Press, 1995. ISBN 0-9629066-5-4
- Grazing the Long Acre. Hornsea: PS Publishing, 2009. ISBN 978-1906301569
- The Buonarotti Quartet. Seattle, WA: Aqueduct Press, 2009.

### Saggi
- Deconstructing the Starships: Science, Fiction and Reality. Liverpool: Liverpool University Press, 1999. ISBN 0-85323-783-2
- Imagination / Space. Seattle, WA: Aqueduct Press, 2009.